# Personal Communications Service
Personal Communications Service (PCS) - termin, który powstał w USA jako określenie systemów 
telefonii komórkowej używających pasma częstotliwości 1900 MHz (należą do nich między innymi D-AMPS, 
IS-95 i GSM 1900).
Poza Ameryką termin PCS używany jest w kontekście telefonii komórkowej w standardzie GSM 1900 (nazywanego także PCS 1900).